# 4786 Tatianina
Tatianina (asteróide 4786) é um asteróide da cintura principal, a 1,9039884 UA. Possui uma excentricidade de 0,1927224 e um período orbital de 1 323 dias (3,62 anos).
Tatianina tem uma velocidade orbital média de 19,39420751 km/s e uma inclinação de 7,25227º.
Este asteróide foi descoberto em 13 de Agosto de 1985 por Nikolai Chernykh.